# Буше, Крис
Кристофер (Крис) Буше́ (фр. Christopher Boucher; род. 11 января 1993, Кастри, Сент-Люсия) — канадский профессиональный баскетболист, играющий на позициях тяжёлого форварда и центрового. Чемпион НБА в составе клубов «Голден Стэйт Уорриорз» (2017/18, участвовал в одном матче регулярного сезона) и «Торонто Рэпторс» (2018/19), самый ценный игрок и лучший оборонительный игрок Джи-Лиги НБА (2018/19).

## Биография
Родился в 1993 году в Кастри (Сент-Люсия). Когда Крису было пять лет, он с матерью переехал в Монреаль к своему отцу — канадцу Жану-Ги Буше. Семья жила в квартале бедноты в Северном Монреале. В дальнейшем родители Криса расстались, и его мать нашла себе нового сожителя. Крис, не сошедшийся характерами с ним и не любивший слишком строгого отца, предпочёл совсем уйти из дома, бросил школу и с 16 до 18 лет жил на улице.
Возвращение к нормальной жизни состоялось благодаря Академии Альма — средней школе неподалёку от Сагенея, перед которой были поставлены задачи воспитания и реабилитации проблемной молодёжи из бедных районов с низкими перспективами трудоустройства. В этой школе Буше заинтересовался баскетболом благодаря тренеру Ибрагиму Аппиа и после её окончания два года играл в командах общественных колледжей — первый сезон в Младшем колледже Нью-Мексико, а затем в Нортуэст-колледже в Вайоминге. В первом сезоне в Нью-Мексико он в среднем набирал за игру по 11,8 очка и делал по 6,7 подбора, а на следующий год в Вайоминге эти показатели выросли до 22,5 очка и 11,8 подбора. По итогам сезона с Нортуэст-колледжем канадец был признан игроком года в I дивизионе Национальной атлетической ассоциации младших колледжей.
За это время игра Буше привлекла внимание скаутов из вузов с более высокой спортивной репутацией, и из многочисленных предложений канадец остановил свой выбор на Орегонском университете. В первый год в Орегоне Буше с командой продвинулся до высокого этапа в национальном чемпионате NCAA и его портрет был помещён на обложку журнала Sports Illustrated. Буше проявил себя как универсальный игрок, став первым в истории конференции Pac-12, кому за один сезон удалось сделать более 100 блок-шотов и более 35 трёхочковых бросков (это также был всего лишь третий случай во всём I дивизионе NCAA с сезона 1996/97). Кроме того, он установил новые рекорды сборной Орегонского университета по числу блок-шотов за игру (9) и за сезон (110). Однако по ходу следующего сезона нападающий порвал ахиллово сухожилие, и в итоге в драфте НБА его не выбрал ни один клуб.
Летом 2017 года чемпионы НБА «Голден Стэйт Уорриорз» подписали с канадским игроком двусторонний контракт, и сезон 2017/18 он в основном провёл в их фарм-клубе «Санта-Круз Уорриорз», выступавшем в Джи-Лиге (бывшая Лига развития НБА). После лечения он вернулся на площадку в январе 2018 года. В Джи-Лиге Буше в среднем за игру набирал 11,8 очка и делал 7,4 подбора и 2,1 блок-шота. В игре НБА «Голден Стэйт» задействовали его только один раз за год и по окончании сезона отказались от его услуг. Хотя формально Буше стал чемпионом НБА, он был первым игроком с двусторонним контрактом в этом качестве, и команда решила не включать его в число обладателей чемпионских перстней.
После того, как «Уорриорз» расстались с Буше, его пригласила в летний тренировочный лагерь единственная канадская команда в НБА «Торонто Рэпторс». Нападающий произвёл благоприятное впечатление на тренера Ника Нерса, и осенью с ним снова был подписан двусторонний контракт. В начале сезона 2018/19 Буше играл преимущественно в клубе Джи-Лиги «Рэпторс 905», где показывал очень высокие результаты. Он в частности уже к декабрю дважды устанавливал новый рекорд команды по набранным очкам — вначале 37 в игре с «Гринсборо Сворм», а затем 47 в матче против «Оклахома-Сити Блю»; в последнем случае он также сделал 8 подборов и 9 блок-шотов. Уже в феврале 2019 года «Торонто» заменило двусторонний контракт с Буше на полный. В итоге он успел сыграть в сезоне Джи-Лиги только в 28 матчах, но этого оказалось достаточно, чтобы по итогам года его признали самым ценным игроком и лучшим оборонительным игроком лиги в сезоне 2018/19. Канадец стал первым в истории Джи-Лиги одновременным обладателем обоих этих титулов. Сезон он окончил в «Торонто», завоевав с этим клубом чемпионское звание. Буше, седьмой канадец в истории, выигравший чемпионат НБА, стал также первым, кто сделал это в составе канадского клуба.
В регулярном сезоне 2019/20 Буше сыграл за «Рэпторс» 62 матча, проводя на площадке в среднем 13 минут и принося клубу по 6,6 очка и 4,5 подбора. В месяцы, когда чемпионат был остановлен из-за пандемии COVID-19, канадец, отличавшийся худощавым телосложением, серьёзно прибавил в физической форме, нарастив 15 фунтов (7 кг) мускулатуры. Однако при наличии в команде Сержа Ибаки и Марка Газоля он не рассматривался как важный элемент в её игре и почти не участвовал в матчах плей-офф, в четырёх из них даже не будучи заявлен в состав.
Ситуация изменилась после ухода из «Торонто» в межсезонье Газоля и Ибаки. «Рэпторс» продемонстрировали свою заинтересованность в Буше, подписав с ним двухлетний контракт на общую сумму 13,5 млн долларов. В новой ротации он делил позицию центрового с Ароном Бэйнсом и Алексеем Ленем. С увеличением времени пребывания на площадке начали расти и статистические показатели Буше — к середине января 2021 года он в среднем набирал за игру больше 16 очков (более чем в половине матчей преодолевая планку в 20 очков), 7 подборов и 2,5 блок-шота, что позволяло считать его одним из основных претендентов на две награды НБА — лучшему шестому игроку и самому прогрессирующему игроку. Особо отмечалась способность канадца блокировать трёхочковые броски — к концу февраля 2021 года он блокировал в среднем 0,95 такого броска за 100 атак, что было лучшим результатом с начала ведения статистики по этому параметру (с сезона 2000/1).
30 июня 2022 года Буше продлил контракт с «Рэпторс» на три года и 35,25 млн долларов.

## Статистика

### Статистика в НБА
| Сезон                                                                                    | Команда      | Регулярный сезон | Регулярный сезон | Регулярный сезон | Регулярный сезон | Регулярный сезон | Регулярный сезон | Регулярный сезон | Регулярный сезон | Регулярный сезон | Регулярный сезон | Регулярный сезон | Серия плей-офф | Серия плей-офф | Серия плей-офф | Серия плей-офф | Серия плей-офф | Серия плей-офф | Серия плей-офф | Серия плей-офф | Серия плей-офф | Серия плей-офф | Серия плей-офф |
| Сезон                                                                                    | Команда      | GP               | GS               | MPG              | FG%              | 3P%              | FT%              | RPG              | APG              | SPG              | BPG              | PPG              | GP             | GS             | MPG            | FG%            | 3P%            | FT%            | RPG            | APG            | SPG            | BPG            | PPG            |
| ---------------------------------------------------------------------------------------- | ------------ | ---------------- | ---------------- | ---------------- | ---------------- | ---------------- | ---------------- | ---------------- | ---------------- | ---------------- | ---------------- | ---------------- | -------------- | -------------- | -------------- | -------------- | -------------- | -------------- | -------------- | -------------- | -------------- | -------------- | -------------- |
| 2017/18                                                                                  | Голден Стэйт | 1                | 0                | 1,0              | 0,0              | 0,0              | -                | 1,0              | 0,0              | 0,0              | 0,0              | 0,0              | Не участвовал  | Не участвовал  | Не участвовал  | Не участвовал  | Не участвовал  | Не участвовал  | Не участвовал  | Не участвовал  | Не участвовал  | Не участвовал  | Не участвовал  |
| 2018/19                                                                                  | Торонто      | 28               | 0                | 5,8              | 44,7             | 32,4             | 86,7             | 2,0              | 0,1              | 0,2              | 0,9              | 3,3              | 2              | 0              | 2,0            | 40,0           | 33,3           | 0,0            | 0,5            | 0,0            | 0,0            | 0,5            | 2,5            |
| 2019/20                                                                                  | Торонто      | 62               | 0                | 13,2             | 47,2             | 32,2             | 78,4             | 4,5              | 0,4              | 0,4              | 1,0              | 6,6              | 7              | 0              | 6,1            | 27,3           | 40,0           | 0,0            | 1,7            | 0,1            | 0,0            | 0,3            | 1,1            |
| 2020/21                                                                                  | Торонто      | 60               | 14               | 24,2             | 51,4             | 38,3             | 78,8             | 6,7              | 1,1              | 0,6              | 1,9              | 13,6             | Не участвовал  | Не участвовал  | Не участвовал  | Не участвовал  | Не участвовал  | Не участвовал  | Не участвовал  | Не участвовал  | Не участвовал  | Не участвовал  | Не участвовал  |
| 2021/22                                                                                  | Торонто      | 80               | 9                | 21,1             | 46,4             | 29,7             | 77,7             | 6,2              | 0,3              | 0,6              | 0,9              | 9,4              | 6              | 0              | 21,7           | 61,9           | 40,0           | 90,0           | 5,8            | 0,2            | 0,2            | 1,2            | 11,2           |
| 2022/23                                                                                  | Торонто      | 76               | 0                | 20,0             | 49,3             | 32,8             | 76,2             | 5,5              | 0,4              | 0,6              | 0,8              | 9,4              | Не участвовал  | Не участвовал  | Не участвовал  | Не участвовал  | Не участвовал  | Не участвовал  | Не участвовал  | Не участвовал  | Не участвовал  | Не участвовал  | Не участвовал  |
| 2023/24                                                                                  | Торонто      | 50               | 0                | 14,1             | 50,7             | 33,0             | 77,2             | 4,1              | 0,5              | 0,3              | 0,5              | 6,4              | Не участвовал  | Не участвовал  | Не участвовал  | Не участвовал  | Не участвовал  | Не участвовал  | Не участвовал  | Не участвовал  | Не участвовал  | Не участвовал  | Не участвовал  |
| 2024/25                                                                                  | Торонто      | 50               | 0                | 17,2             | 49,2             | 36,3             | 78,2             | 4,5              | 0,7              | 0,5              | 0,5              | 10,0             | Не участвовал  | Не участвовал  | Не участвовал  | Не участвовал  | Не участвовал  | Не участвовал  | Не участвовал  | Не участвовал  | Не участвовал  | Не участвовал  | Не участвовал  |
|                                                                                          | Всего        | 407              | 23               | 17,7             | 48,8             | 33,9             | 77,9             | 5,1              | 0,5              | 0,5              | 0,9              | 8,9              | 15             | 0              | 11,8           | 53,4           | 39,1           | 75,0           | 3,2            | 0,1            | 0,1            | 0,7            | 5,3            |
| Наведите курсор мыши на аббревиатуры в заголовке таблицы, чтобы прочесть их расшифровку. |              |                  |                  |                  |                  |                  |                  |                  |                  |                  |                  |                  |                |                |                |                |                |                |                |                |                |                |                |

### Статистика в Джи-Лиге
| Сезон                                                                                    | Команда             | Регулярный сезон | Регулярный сезон | Регулярный сезон | Регулярный сезон | Регулярный сезон | Регулярный сезон | Регулярный сезон | Регулярный сезон | Регулярный сезон | Регулярный сезон | Регулярный сезон | Серия плей-офф | Серия плей-офф | Серия плей-офф | Серия плей-офф | Серия плей-офф | Серия плей-офф | Серия плей-офф | Серия плей-офф | Серия плей-офф | Серия плей-офф | Серия плей-офф |
| Сезон                                                                                    | Команда             | GP               | GS               | MPG              | FG%              | 3P%              | FT%              | RPG              | APG              | SPG              | BPG              | PPG              | GP             | GS             | MPG            | FG%            | 3P%            | FT%            | RPG            | APG            | SPG            | BPG            | PPG            |
| ---------------------------------------------------------------------------------------- | ------------------- | ---------------- | ---------------- | ---------------- | ---------------- | ---------------- | ---------------- | ---------------- | ---------------- | ---------------- | ---------------- | ---------------- | -------------- | -------------- | -------------- | -------------- | -------------- | -------------- | -------------- | -------------- | -------------- | -------------- | -------------- |
| 2017/18                                                                                  | Санта-Круз Уорриорз | 20               | 8                | 22,2             | 46,9             | 22,0             | 61,8             | 7,5              | 0,8              | 0,5              | 2,2              | 11,8             | Не участвовал  | Не участвовал  | Не участвовал  | Не участвовал  | Не участвовал  | Не участвовал  | Не участвовал  | Не участвовал  | Не участвовал  | Не участвовал  | Не участвовал  |
| 2018/19                                                                                  | Рэпторс 905         | 28               | 28               | 34,2             | 51,0             | 31,6             | 76,2             | 11,4             | 1,1              | 1,2              | 4,1              | 27,2             | 2              | 2              | 39,9           | 45,0           | 30,8           | 100,0          | 9,5            | 1,0            | 1,5            | 6,0            | 22,5           |
|                                                                                          | Всего               | 48               | 36               | 29,2             | 49,9             | 29,7             | 72,6             | 9,7              | 1,0              | 0,9              | 3,3              | 20,8             | 2              | 2              | 39,9           | 45,0           | 30,8           | 100,0          | 9,5            | 1,0            | 1,5            | 6,0            | 22,5           |
| Наведите курсор мыши на аббревиатуры в заголовке таблицы, чтобы прочесть их расшифровку. |                     |                  |                  |                  |                  |                  |                  |                  |                  |                  |                  |                  |                |                |                |                |                |                |                |                |                |                |                |

### Статистика в NCAA
| Сезон | Команда | Conf   | Class | GP | GS | MPG  | FG%  | 3P%  | FT%  | RPG | APG | SPG | BPG | PPG  |
| --- | ------- | ------ | ----- | -- | -- | ---- | ---- | ---- | ---- | --- | --- | --- | --- | ---- |
| 2015/16 | Орегон  | Pac-12 | JR    | 38 | 35 | 25,8 | 53,9 | 33,9 | 68,5 | 7,4 | 0,4 | 0,8 | 2,9 | 12,1 |
| 2016/17 | Орегон  | Pac-12 | SR    | 31 | 12 | 23,6 | 52,4 | 35,0 | 56,5 | 6,1 | 0,4 | 0,4 | 2,5 | 11,8 |
| Всего | Всего   | Всего  | Всего | 69 | 47 | 24,8 | 53,2 | 34,4 | 64,1 | 6,8 | 0,4 | 0,6 | 2,7 | 12,0 |
| Наведите курсор мыши на аббревиатуры в заголовке таблицы, чтобы прочесть их расшифровку Статистика приведена с сайта sports-reference.com |         |        |       |    |    |      |      |      |      |     |     |     |     |      |